# UCI Asia Tour de 2005-2006
O UCI Asia Tour 2005-2006 foi a segunda edição do calendário ciclístico internacional asiático. Contou com 26 carreiras e iniciou-se a 28 de setembro de 2005 no Irão, com o Tour de Milad du Nour e finalizou a 16 de setembro de 2006 na Malásia com o Campeonato Asiático de Ciclismo.
Teve a particularidade de que no mesmo calendário se disputaram 2 vezes o Tour de Milad du Nour, o Tour de Taiwan e o Campeonato Asiático de Ciclismo.
O ganhador a nível individual foi o iraniano Ghader Mizbani da Equipa Giant Asia. O mesmo Giant Asia foi o vencedor por equipas, enquanto por países foi Irão quem conseguiu a vitória.

## Calendário
Contou com as seguintes carreiras, tanto por etapas como de um dia.

### Setembro 2005
| Data    | Carreira              | Cat. | Ganhador     | Equipa do ganhador |
| ------- | --------------------- | ---- | ------------ | ------------------ |
| 28 ao 4 | Tour de Milad du Nour | 2.2  | David McCann | Giant Asia Racing  |

### Outubro 2005
| Data    | Carreira       | Cat. | Ganhador       | Equipa do ganhador |
| ------- | -------------- | ---- | -------------- | ------------------ |
| 23      | Japan Cup      | 1.1  | Damiano Cunego | Lampre-Caffita     |
| 29 ao 3 | Tour de Taiwan | 2.2  | Ahad Kazemi    | Giant Asia Racing  |

### Novembro 2005
| Data | Carreira        | Cat. | Ganhador         | Equipa do ganhador |
| ---- | --------------- | ---- | ---------------- | ------------------ |
| 13   | Tour de Okinawa | 1.2  | Yasutaka Tashiro | Bridgestone Anchor |

### Dezembro 2005
| Data     | Carreira                           | Cat. | Ganhador       | Equipa do ganhador |
| -------- | ---------------------------------- | ---- | -------------- | ------------------ |
| 11       | Campeonato Asiático Contrarrelógio | CC   | Youm Jung Hwan | Coreia do Sul      |
| 13       | Campeonato Asiático em Estrada     | CC   | Joo Hyun Wook  | Coreia do Sul      |
| 25 ao 31 | Tour do Mar da China Meridional    | 2.2  | Kin San Wu     | Purapharm          |

### Janeiro 2006
| Data     | Carreira          | Cat. | Ganhador     | Equipa do ganhador    |
| -------- | ----------------- | ---- | ------------ | --------------------- |
| 15 ao 21 | Tour de Siam      | 2.2  | Thomas Rabou | Marco Polo            |
| 24 ao 29 | Tour da Tailândia | 2.2  | Fuyu Li      | Marco Polo            |
| 27       | Doha G. P.        | 1.1  | Tom Boonen   | Quick Step-Innergetic |
| 30 ao 3  | Tour de Catar     | 2.1  | Tom Boonen   | Quick Step-Innergetic |

### Fevereiro 2006
| Data    | Carreira         | Cat. | Ganhador     | Equipa do ganhador |
| ------- | ---------------- | ---- | ------------ | ------------------ |
| 3 ao 12 | Tour de Langkawi | 2.hc | David George | Barloworld         |

### Março 2006
| Data    | Carreira       | Cat. | Ganhador          | Equipa do ganhador |
| ------- | -------------- | ---- | ----------------- | ------------------ |
| 5 ao 11 | Tour de Taiwan | 2.2  | Stephen Gallagher | Giant Asia Racing  |

### Abril 2006
| Data     | Carreira                  | Cat. | Ganhador         | Equipa do ganhador |
| -------- | ------------------------- | ---- | ---------------- | ------------------ |
| 15 ao 19 | Tour da Ilha de Chongming | 2.2  | Robert McLachlan | Drapac Porsche     |
| 15 ao 20 | Kerman Tour               | 2.2  | Ghader Mizbani   | Giant Asia Racing  |

### Maio 2006
| Data     | Carreira                   | Cat. | Ganhador       | Equipa do ganhador               |
| -------- | -------------------------- | ---- | -------------- | -------------------------------- |
| 3 ao 7   | Tour de Hong Kong Shanghai | 2.2  | Geert Steurs   | Pictoflex                        |
| 4 ao 10  | Tour de Coreia             | 2.2  | Tobias Erler   | Giant Asia Racing                |
| 14 ao 21 | Volta ao Japão             | 2.2  | Vladimir Duma  | C.B. Immobiliare-Universal Caffè |
| 22 ao 29 | Tour do Azerbaijão         | 2.2  | Ghader Mizbani | Giant Asia Racing                |

### Julho 2006
| Data     | Carreira              | Cat. | Ganhador           | Equipa do ganhador |
| -------- | --------------------- | ---- | ------------------ | ------------------ |
| 5 ao 9   | Tour de Java Oriental | 2.2  | Ghader Mizbani     | Giant Asia Racing  |
| 15 ao 23 | Volta ao Lago Qinghai | 2.hc | Maarten Tjallingii | Skil-Shimano       |

### Agosto 2006
| Data     | Carreira              | Cat. | Ganhador       | Equipa do ganhador |
| -------- | --------------------- | ---- | -------------- | ------------------ |
| 14 ao 20 | Tour de Milad du Nour | 2.2  | Ghader Mizbani | Giant Asia Racing  |
| 27 ao 4  | Indonésia             | 2.2  | David McCann   | Giant Asia Racing  |

### Setembro 2006
| Data     | Carreira                           | Cat. | Ganhador        | Equipa do ganhador |
| -------- | ---------------------------------- | ---- | --------------- | ------------------ |
| 13 ao 18 | Tour de Hokkaido                   | 2.2  | Taiji Nishitani | Aisan Racing       |
| 14       | Campeonato Asiático Contrarrelógio | CC   | Andrey Mizourov | Cazaquistão        |
| 16       | Campeonato Asiático em Estrada     | CC   | Mehdi Sohrabi   | Irão               |

## Classificações

### Individual
| Posição | Ciclista           | Pontos |
| ------- | ------------------ | ------ |
| 1       | Ghader Mizbani     | 434,32 |
| 2       | Hossein Askari     | 386,32 |
| 3       | Ahad Kazemi        | 259,32 |
| 4       | David McCann       | 228    |
| 5       | Maarten Tjallingii | 189    |
| 6       | Omar Hasanein      | 188,66 |
| 7       | David George       | 178    |
| 8       | Tobias Erler       | 167    |
| 9       | Mahdi Sohrabi      | 167    |
| 10      | Robert McLachlan   | 162    |

### Equipas
| Posição | Equipa       | Pontos   |
| ------- | ------------ | -------- |
| 1       | Giant Asia   | 1.379,64 |
| 2       | Skil-Shimano | 397      |
| 3       | Relax-GAM    | 375      |
| 4       | Marco Polo   | 371      |
| 5       | Racing Vang  | 308      |

### Países
| Posição | País        | Pontos   |
| ------- | ----------- | -------- |
| 1       | Irão        | 1.730,06 |
| 2       | Japão       | 849      |
| 3       | Cazaquistão | 770      |
| 4       | Uzbequistão | 433      |
| 5       | Hong Kong   | 288      |